# Yanping
Yanping är ett stadsdistrikt och säte för stadsfullmäktige i staden Nanping i provinsen Fujian i sydöstra Kina. Det ligger omkring 120 kilometer nordväst om provinshuvudstaden Fuzhou.
Yanping är indelat i sex stadsdelsdistrikt, 13 köpingar och två socknar.
Stadsdelsdistrikt (jiedao):

- Huangdun (黄墩街道)
- Meishan (梅山街道)
- Shuidong (水东街道)
- Shuinan (水南街道)
- Sihe (四鹤街道)
- Ziyun (紫云街道)

Köpingar (zhen):

- Daheng (大横镇)
- Laizhou (来舟镇)
- Luxia (炉下镇)
- Mangdang (茫荡镇)
- Nanshan (南山镇)
- Taiping (太平镇)
- Taqian (塔前镇)
- Wangtai (王台镇)
- Xiadao (夏道镇)
- Xiayang (峡阳镇)
- Xiqin (西芹镇)
- Yanghou (洋后镇)
- Zhanghu (樟湖镇)

Socknar (xiang):
- Chimen (赤门乡)
- Jukou (巨口乡)